# Ondřej Vinklát
Ondřej Vinklát (* 5. února 1992 Liberec) je český tanečník a choreograf.

## Životopis

### Rodina, studium
Narodil se v Liberci. Jeho otcem je český publicista Pavel Vinklát a matkou regionální politička Květa Vinklátová. Od osmi let se věnoval sportovní gymnastice a učil se hře na klavír. K baletu se dostal náhodou, když se v roce 2001 přišla tehdejší šéfka baletu Divadla F. X. Šaldy v Liberci spolu s choreografem divadla podívat na trénink gymnastiky a vytipovat si představitele pro dětské role v představení Podzimní karneval.
Vystudoval Taneční konzervatoř hl. m. Prahy; absolvoval v roce 2011.

### Angažmá
Během studia na konzervatoři byl od roku 2009 členem tanečního souboru TKP Bohemia Balet.
V roce 2012 byl angažován do Baletu Národního divadla. Od sezony 2013/2014 zde působil jako sólista a od sezony 2015/2016 působil jako první sólista souboru Baletu ND. Současně byl stálým hostem Laterny magiky.
V únoru 2020 ukončil pracovní poměr s baletem ND a nadále se aktivně věnuje tanečnímu umění a tvůrčí činnosti na volné noze, především s taneční skupinou DEKKADANCERS.

## Dekkadancers
Kromě svého působení v Baletu Národního divadla je od roku 2015 jedním ze členů „druhé generace“ projektového souboru profesionálních umělců, choreografů a tanečníků DEKKADANCERS, založeného v Praze v roce 2009. Je členem uměleckého a výkonného vedení souboru spolu se Štěpánem Pecharem (choreograf a tanečník, umělecký šéf DEKKADANCERS, člen Baletu ND, stálý host Laterny magiky) a Markem Svobodníkem (choreograf a tanečník, člen souboru Baletu ND, host Laterny magiky).
Ondřej Vinklát se souborem DEKKADANCERS tančí a také pro něj připravuje choreografii.

## Ocenění
- 2011 Grand Prix Award na 3. ročníku mezinárodního festivalu Ballet Days Olomouc (s Kateřinou Plachou)
- 2013 Cena Thálie v oboru Balet, pantomima (za roli Romea v baletu Romeo a Julie, choreografie Petr Zuska)
- 2017 Výroční cena portálu Opera Plus (spolu se Štěpánem Pecharem a Markem Svobodníkem za choreografii Poslední večeře)
- 2017 Cena Thálie v oboru Balet, pantomima (za roli Vyvoleného ve Svěcení jara v rámci inscenace Timeless)
- 2020 Cena Thálie v oboru Balet, pantomima (za roli Josefa K. v Kafka: Proces, v choreografii Maura Bigonzettiho)

## Taneční role, výběr
- 2010 Graffiti, Duet (j. h.), Nová scéna, režie Ondřej Anděra a Petr Kout
- 2012 Ludwig Minkus: Don Quijote (balet), Basil (j. h.), Státní opera, režie Jaroslav Slavický
- 2012 Amerikana III (balet), Tančí, Státní opera
- 2012 Petr Zuska: Brel-Vysockij-Kryl (Sólo pro tři) (balet), Tančí, Národní divadlo, režie Petr Zuska
- 2013 Čarodějův učeň/Krabat (balet), Krabat, Národní divadlo, režie SKUTR (Martin Kukučka a Lukáš Trpišovský)
- 2013 Sergej Prokofjev: Romeo a Julie, Romeo, Státní opera, režie Petr Zuska
- 2013 P. I. Čajkovskij, Youri Vamos: Louskáček-Vánoční příběh (balet), Louskáček, Národní divadlo
- 2014 Ludwig Minkus: La Bayadere (balet), Muž z chrámu bohyně Kálí, Státní opera, režie Javier Torres
- 2014 Libor Vaculík, Zdeněk Prokeš: Valmont (balet), Rytíř Danceny, Stavovské divadlo, režie Libor Vaculík
- 2015 P. I. Čajkovskij, Petr Zuska: Louskáček a Myšák Plyšák (balet), Čert, Národní divadlo, režie Petr Zuska
- 2015 Žena za kultem (DekkaDancers) (balet – hudební koláž), Tančí, Nová scéna
- 2015 Ballettissimo (balet), Tančí, Státní opera
- 2015 Ohad Naharin: decadence (balet), Sólo, Nová scéna
- 2016 Zbyněk Matějů: Malá mořská víla, Princ, Stavovské divadlo, režie SKUTR (Martin Kukučka a Lukáš Trpišovský)
- 2016 Sergej Prokofjev: Sněhová královna, Kaj, Státní opera, režie Michael Corder
- 2016 Vertigo (balet), Sólo v části Cacti , Nová scéna
- 2017 Gala 420PEOPLE (balet), Tančí, Nová scéna
- 2017 P. I. Čajkovskij, Igor Stravinskij, F. Chopin: Timeless, Vyvolený v části Svěcení jara a Tančí v části Separate Knots, Národní divadlo
- 2017 Petr Zuska: Sólo pro nás dva, Tančí, Nová scéna, režie Petr Zuska
- 2017 Petr Zuska: Chvění (balet), Sólo, Národní divadlo, režie Petr Zuska
- 2018 Frederick Ashton: Marná opatrnost (La Fille mal gardée), Colas, Národní divadlo
- 2019 Mauro Bigonzetti: Kafka: Proces: Josef K., Stavovské divadlo
- 2019 Kylián - Mosty času: Bella Figura, Gods and Dogs, Šest tanců, Národní Divadlo
- 2019 Christian Spuck: Leonce a Lena: Valerio, Stavovské divadlo

## Choreografie, výběr
- 2012 Červenej čudlik (pro Bohemia Balet, spolu se Štěpánem Pecharem)
- 2013 131ND 56LM 31NS (k zahájení sezony ND 2013/14, spolu s Markem Svobodníkem a Štěpánem Pecharem)
- 2013 Přesně včas (pro DEKKADANCERS, spolu se Štěpánem Pecharem)
- 2014 Jakoby (v rámci představení Miniatury)
- 2014 Obrazy, divadlo Kolowrat (spolu a Markem Svobodníkem a Štěpánem Pecharem, režie Tereza Sochorová)
- 2015 Křehký vrh (pro DEKKADANCERS, spolu se Štěpánem Pecharem)
- 2015 All Washed Out (pro DEKKADANCERS)
- 2015 Vnuknutí (součást představení Balet Bohemia/PREMIERA 2015), Stavovské divadlo, (pro Bohemia Balet, spolu se Štěpánem Pecharem)
- 2015 Žena za kultem (DekkaDancers) (balet – hudební koláž), Nová scéna (spolu se Štěpánem Pecharem, Matějem Šustem, Markem Svobodníkem, Viktorem Konvalinkou a Adamem Sojkou)
- 2017 Štěpán Benyovszký: Poslední večeře, Jatka78, (pro DEKKADANCERS, spolu se Štěpánem Pecharem a Markem Svobodníkem)
- 2018 Franz Kafka: Proměna (balet), Divadlo J. K. Tyla v Plzni, (pro DEKKADANCERS, spolu se Štěpánem Pecharem) [6]
- 2018 Dumka č. IV (balet, v rámci komponovaného představení Slovanský temperament), Nová scéna [7]
- 2019 HornyBach (pro Dekkadancers ve spolupráci se Štěpánem Pecharem a Markem Svobodníkem, režie: Štěpán Benyovszký)
- 2019 Fade In (Divadlo K.S. Stanislavského a V.I. Němiroviče Dančenka v Moskvě)
- 2019 Inscenační porada (pro balet Jihočeského divadla ve spolupráci s Markem Svobodníkem, režie: Štěpán Benyovszký)
- 2020 A.I. (pro Dekkadancers ve spolupráci s Viktorem Konvalinkou a Štěpánem Pecharem)
- 2020 Princezna se zlatou hvězdou (pro balet DJKT ve spolupráci se Štěpánem Pecharem, námět: Štěpán Benyovszký)
- 2021 Mechanický pomeranč (pro balet Jihočeského divadla ve spolupráci s Tomášem Rychetským, režie: Pavel Šimák)
- 2021 Stabat Mater (pro DEKKADANCERS s Štěpánem Pecharem)